# Concert per la llibertat. Barcelona 2017
|  | No s'ha de confondre amb Concert per la llibertat. |

El Concert per la Llibertat (també anomenat Concert per la Llibertat dels Presos Polítics) va ser un concert celebrat a l'Estadi Olímpic Lluís Companys de Barcelona el dissabte 2 de desembre de 2017 a la tarda que tingué una durada d'unes tres hores i mitja, sota el lema «Per la llibertat dels presos polítics», organitzat per l'Assemblea Nacional Catalana per manifestar el suport als consellers i els líders de les entitats sobiranistes empresonats. Tots els diners foren destinats a la Caixa de Solidaritat per pagar possibles fiances. Assistiren unes 50.000 persones segons l'ANC; veneren 50.000 entrades de les 55.000 que hi havia a la venda.

## Transcurs del concert
Diversos cantants, actors i personatges públics actuaren i parlaren dalt l'escenari durant el concert; a continuació es mostra ordenat cronològicament el transcurs del concert amb les actuacions i els intèrprets:
| Intèrprets | Actuació |
| --- | --- |
| Always Drinking Marching Band. | Prèvia del concert. |
| A Sound of Thunder. | Versió heavy metal en anglès d'Els segadors. |
| Èric Vergés, Èric Vinaixa, Oriol Barri i Joan Rovira. | Invencibles de Els Catarres. |
| Mont Plans i Elisabet Carnicé. | Donen la benvinguda al públic. |
| Neus Cuixart. | Dona les gràcies, a tothom d'allà, dalt l'escenari. |
| Júlia Jové i Salvador Racero. | Que tinguem sort de Lluís Llach. |
| Vídeo. | Vídeo amb la veu de Jordi Sànchez en què assegura que l'1-O «tots vam decidir obrir les portes a la llibertat, i guanyarem la llibertat».                                            |
| Txe Arana i Carme Lluveras. | Recorden totes les mobilitzacions que s'han fet per la llibertat. |
| Toni Albà. | Versió del Nessum Dorma (Turandot). |
| David Fernàndez junt amb els Ovidi 4. | La Sageta de Foc d'Ovidi Montllor. |
| Cesk Freixas, Pau Alabajos, Borja Penalba i David Fernàndez. | L'estaca de Lluís Llach. |
| Judit Nedddermann, Gemma Humet i Paula Valls. | L'àguila negra de Maria del Mar Bonet. |
| Quico Pi de la Serra junt amb Amadeu Casas. | Si els fills de puta volessin no veuríem mai el sol. |
| Marc Riera (Doctor Prats), Pau Lobo (La Sra Tomasa), Jordi Ginesta (Bonobos), Josep Montero (Oques Grasses), Kel Sangüesa (Itaca Band) i Gerard Aledo (Animal).                                   | Libre de Nino Bravo. |
| Montse Castellà, Ivette Nadal, Aitor Cugat (Xeic!) i Miquel Cubero (Ojo de Buen Cubero). | Esperança de Txarango. |
| Els Amics de les Arts junt amb l'Orfeó Català. | Louisiana o els camps de cotó. |
| Guillem Solé (Buhos), Kelly Isaiah (Koers), Adrià Dilmé (Germà Negre), David Rossell (Dept., Brams) i Ander Valverde (Green Valley).                                                              | Barcelona s'il·lumina de Buhos. |
| Companyia Elèctrica Dharma. | La gent vol viure en pau i La terra festejada. |
| Vídeo. | El president Carles Puigdemont des de Brussel·les s'adreça al públic del concert. |
| Beth. | País petit de Lluís Llach. |
| La Banda Impossible: Gerard Quintana (Sopa de Cabra), Lluís Gavaldà i Joan Reig (Els Pets), Natxo Tarrés (Gossos), Pemi Fortuny (ex-Lax'n'Busto), Jofre Bardagí (Glaucs), Toni Xuclà, i d'altres. | Pugen dalt l'escenari i aniran interpretant diverses cançons a continuació descrites junt amb altres artistes.                                                                       |
| Lluís Gavaldà i Jofre Bardagí. | Pau d'Els Pets. |
| Gerard Quintana i Josep Thió junt amb Pemi Fortuny. | Camins de Sopa de Cabra. |
| Jofre Bardagí, Pemi Fortuny junt amb Joan Masdéu (ex-Whiskyn's). | Ho tornaria a fer de Glaucs. |
| Gossos i amb, en comptes de Macaco com a la cançó original, Lluís Gavaldà i Judit Neddermann. | Corren. |
| Pemi Fortuny. | Llença't. |
| La Banda Impossible. | S'acomiada amb una versió de I Shall Be Released de Bob Dylan revisitada per Sopa de Cabra com Tornaré a ser lliure. Seguidament, a ritme de reggae, Get Up, Stand Up de Bob Marley. |
| Monica Green junt amb tots els músics i presentadors. | Versió catalana de We shall overcome gòspel popularitzat per Pete Seeger i Joan Baez, rebatejada com Tots junts vencerem.                                                            |
| Públic i músics a l'escenari. | Els Segadors, a cappella. |

## Altres concerts per la llibertat
El 24 de novembre, nou dies abans del Concert per la Llibertat, el col·lectiu anomenat Folk per la Llibertat, feu un concert a les 21.00 h al Centre Artesà Tradicionàrius de Gràcia.
L'endemà del Concert per la Llibertat, el 3 de desembre, Músics per la Llibertat i Òmnium Cultural convocaren un altre concert amb entre 10.000 músics i cantaires, a la plaça d'Espanya de Barcelona per reivindicar la llibertat dels presos polítics.